# ボーダーラインシフト
ボーダーラインシフト（英: Border Line Shift ; BLS）は、は精神科医である市橋秀夫により考案された、医療機関が境界性パーソナリティ障害（BPD）患者の操作性に効果的に対処する為の治療指針である。十箇条から成る。

## 十箇条
- ボーダーラインシフト[注 1]

1. なにかしてあげてはならない。
2. 医師の指示以外のことを行ってはならない。
3. 話を聞いてあげてもよいが、患者に入れあげない。
4. 他のスタッフに対する批判を真に受けない。患者の話を真に受けない。自分に対する陰性感情は「症状」の１つと割り切ること。
5. 起こしたことの責任を患者自身に引き受けさせること。
6. 大丈夫と言ってあげること。
7. 互いに情報を綿密に交換する。
8. 自殺企図などの深刻な行動化が起こっても、過剰反応しない。たじろがない。
9. 患者の冗談やユーモアの才能を引き出すこと。
10. 待つこと、我慢させることが治療の力になる。